# Enrique de Asti
Enrique de Asti (en italiano: Enrico d'Asti; fallecido el 17 de enero de 1345) fue el patriarca titular latino de Constantinopla de 1339 y obispo de Negroponte en la Grecia latina. Su fama se basa en su liderazgo de la primera cruzada de Esmirna (1342-1345), en la que murió. La Iglesia católica conmemora cada año el día de su santoral el 1 de abril.
En febrero de 1341, el Papa Benedicto XII le ordenó recibir algunos procuradores que representaban a la Gran Compañía Catalana, que deseaban regresar «al seno de la madre Iglesia».
En 1342, Enrique negoció una alianza entre el rey Hugo IV de Chipre y los Caballeros Hospitalarios contra el gobernante turco Umur Beg de Aydın. El 2 de noviembre de 1342, entregó una carta papal al dux de Venecia, Bartolomeo Gradenigo, pidiéndole unirse a la liga y nombrando al cardenal Guillaume Court como legado apostólico a Venecia. El 31 de agosto, el Papa Clemente VI nombró oficialmente a Enrique su legado para la próxima cruzada contra Esmirna, «debido a la gran e importante empresa [que realizó] en Grecia». Enrique viajó como comandante en jefe, con la flota genovesa bajo Martino Zaccaria, quien fue nombrado capitán general, pero a quien Enrique tenía la autoridad de removerlo si era necesario. En el verano de 1343, el duque Juan I del Archipiélago informó a Enrique en una carta que deseaba suministrar una galera para la expedición.
El 21 de octubre de 1343, Enrique fue encargado de mantener la paz en el Ducado de Atenas entre el demandante ducal Gualterio VI de Brienne y las fuerzas de ocupación de la Compañía Catalana, con quienes tenía experiencia anteriormente desde 1341. Como la cruzada se prolongó hasta 1344, Enrique escribió al papa describiendo su «afortunado progreso» y el Papa respondió, en una carta fechada el 25 de julio dando las gracias al gran maestre Hospitalario, Hélion de Villeneuve, por la ayuda que estaba dando a la cruzada. El 18 de septiembre el Papa ordenó a Enrique evitar que Zaccaria volviera a conquistar el Señorío de Quíos, que su familia había perdido ante los bizantinos después de una rebelión interna. La pérdida de Quíos, en pensamientos del Papa, obligaría a los bizantinos a una alianza con los turcos. Después de la caída del puerto de Esmirna el 28 de octubre de 1344, Enrique estableció su cuartel general allí y comenzó la restauración de las fortificaciones. El 1 de febrero, el Papa Clemente felicitó a Enrique por la victoria y en su "virtuoso, constante e intrépido" liderazgo. El Papa advirtió acerca de la dificultad de recaudar fondos para la continuación de la cruzada, pero dejó la decisión sobre la forma de proceder de Enrique, ya que este último, dijo que había aprendido «en la escuela de la experiencia». Una de las últimas acciones del patriarca antes de su muerte fue la de conducir, con Zaccaria, una flota de doce galeras en una exitosa incursión en la captura de suministros enemigos. A su regreso los turcos que habían estado sitiando la ciudadela se retiraron.
Enrique fue asesinado el 17 de enero de 1345. Tenía la intención de celebrar una victoria en masa en una antigua iglesia (tal vez la sede de la metrópoli) que los turcos habían utilizado como establo, y que en ese momento se encontraba entre las líneas cristianas y turcas. Aunque Zaccaria se opuso a la peligrosa aventura, estuvo con Enrique en la misa cuando los turcos bajo el propio Umur atacaron la iglesia. Si bien la mayoría de los presentes llegaron a la seguridad de la ciudadela del puerto, Enrique, Zaccaria y el líder veneciano, Pietro Zeno, fueron asesinados.
Cuando el sucesor y hermano de Umur Beg, Khidr Beg, firmó un tratado de paz con los cruzados el 18 de agosto de 1348, ofreció devolver el cuerpo de Enrique de Asti siempre que lo reclamaran.